# I toni dell'amore - Love Is Strange
I toni dell'amore - Love Is Strange (Love Is Strange) è un film del 2014 diretto da Ira Sachs.
Protagonisti del film sono Alfred Molina e John Lithgow.

## Trama
Ben e George stanno insieme da 39 anni, e dopo l'approvazione dei matrimoni gay nello stato di New York, possono finalmente sposarsi. Ma la notizia del loro matrimonio giunge alla scuola cattolica dove George lavora come direttore del coro e l'uomo viene bruscamente licenziato in quanto aveva firmato un atto di buona condotta cattolica al momento dell'assunzione. Non potendosi più permettere il loro appartamento a New York, Ben e George dovranno trovare una soluzione e vivere temporaneamente separati.
Mentre sono alla ricerca di un nuovo appartamento, con tutti gli intoppi burocratici del caso e le difficoltà connesse alla ricerca di un appartamento nella Grande Mela, George va a vivere con i vicini di casa, una coppia di poliziotti gay, mentre Ben viene ospitato dal nipote Elliot, che vive a Brooklyn con la moglie Kate e loro figlio adolescente. I due uomini dovranno fare i conti con i disagi e la sofferenza di vivere separati dopo decenni passati insieme.

## Distribuzione
Il film è stato presentato in anteprima, non in concorso, il 18 gennaio 2014 al Sundance Film Festival. A febbraio 2014 è stato presentato nella sezione Panorama della 64ª edizione del Festival di Berlino. Sony Pictures Classics ha acquistato i diritti per la distribuzione del film in Nord America, Germania e Scandinavia.
Il film è stato distribuito nelle sale cinematografiche statunitensi il 22 agosto 2014, mentre in Italia il 20 novembre 2014.

## Premi
- 2014 - Gotham Awards
  - Nomination Miglior film
- 2014 - Festival Internazionale del Cinema di San Sebastián
  - Nomination Miglior film
- 2014 - Dallas-Fort Worth Film Critics Association Awards
  - Nomination Miglior attore non protagonista a Alfred Molina
- 2015 - Independent Spirit Awards
  - Nomination Miglior film
  - Nomination Miglior sceneggiatura
  - Nomination Miglior attore protagonista a John Lithgow
  - Nomination Miglior attore non protagonista a Alfred Molina
- 2015 - Satellite Award
  - Nomination Miglior film
  - Nomination Miglior sceneggiatura originale